# Dème de Zagóri-Central
Le dème de Zagóri-Central, en grec moderne : Δήμος Κεντρικού Ζαγορίου / Dímos Kentrikoú Zagoríou, est un ancien dème du district régional d'Ioánnina, en Épire, Grèce. Depuis 2010, il est fusionné au sein du dème de Zagóri.
Selon le recensement de 2011, la population du dème compte 1 011 habitants.